# Cobertura (matemática)
Em matemática, particularmente em topologia, uma cobertura de um conjunto {\displaystyle X} é uma coleção de conjuntos cuja união inclui {\displaystyle X} como um subconjunto. Formalmente, se {\displaystyle C=\lbrace U_{\alpha }:\alpha \in A\rbrace } é uma família indexada de conjuntos {\displaystyle U_{\alpha },} então {\displaystyle C} é uma cobertura de {\displaystyle X} se
{\displaystyle X\subseteq \bigcup _{\alpha \in A}U_{\alpha }}

## Cobertura na topologia
Coberturas são comumente usadas no contexto da topologia. Se o conjunto {\displaystyle X} é um espaço topológico, então uma cobertura {\displaystyle C} de {\displaystyle X} é uma coleção de subconjuntos {\displaystyle \{U_{\alpha }\}_{\alpha \in A}} de {\displaystyle X} cuja união é todo o espaço {\displaystyle X}. Nesse caso, dizemos que {\displaystyle C} cobre {\displaystyle X}, ou que os conjuntos {\displaystyle U_{\alpha }} cobrem {\displaystyle X}.
Além disso, se {\displaystyle Y} é um subespaço topológico de {\displaystyle X}, então uma cobertura de {\displaystyle Y} é uma coleção de subconjuntos {\displaystyle C=\{U_{\alpha }\}_{\alpha \in A}} de {\displaystyle X} cuja união contém {\displaystyle Y}, ou seja, {\displaystyle C} é uma cobertura de {\displaystyle Y} se
{\displaystyle Y\subseteq \bigcup _{\alpha \in A}U_{\alpha }}
A diferença entre a definição de uma cobertura de um espaço topológico e uma cobertura de um subespaço topológico precisa ser levada em conta. As aplicações em análise usam, efetivamente, a definição de subespaço.
Seja {\displaystyle C} uma cobertura de um espaço topológico {\displaystyle X}. Uma subcobertura de {\displaystyle X} é um subconjunto de {\displaystyle C} que ainda cobre {\displaystyle X}.
Dizemos que {\displaystyle C} é uma cobertura aberta se cada um de seus membros for um conjunto aberto (isto é, cada {\displaystyle U_{\alpha }} está contido em {\displaystyle T}, onde {\displaystyle T}é a topologia em {\displaystyle X}).
Uma cobertura de {\displaystyle X} é considerada localmente finita se cada ponto de {\displaystyle X} tem uma vizinhança que cruza apenas finitos conjuntos na cobertura. Formalmente, {\displaystyle C=\{U_{\alpha }\}} é localmente finito se, para qualquer {\displaystyle x\in X,} existe alguma vizinhança {\displaystyle N(x)} de {\displaystyle x} tal que o conjunto
{\displaystyle \left\{\alpha \in A:U_{\alpha }\cap N(x)\neq \varnothing \right\}}
seja finito. Uma cobertura de {\displaystyle X} é considerada ponto-finita se cada ponto de {\displaystyle X} estiver contido apenas em um número finito de conjuntos na cobertura. Uma cobertura é ponto-finita se for localmente finita, embora o inverso não seja necessariamente verdadeiro.

## Refinamento
Um refinamento de uma cobertura {\displaystyle C} de um espaço topológico {\displaystyle X} é uma nova cobertura {\displaystyle D} de {\displaystyle X} de modo que cada conjunto em {\displaystyle D} esteja contido em algum conjunto em {\displaystyle C} . Formalmente:
{\displaystyle D=\{V_{\beta }\}_{\beta \in B}} é um refinamento de {\displaystyle C=\{U_{\alpha }\}_{\alpha \in A}} se, para todo {\displaystyle \beta \in B}, existe {\displaystyle \alpha \in A} de tal modo que {\displaystyle V_{\beta }\subseteq U_{\alpha }}.
Em outras palavras, deve existir um mapa de refinamento {\displaystyle \phi :B\to A} que satisfaça {\displaystyle V_{\beta }\subseteq U_{\phi (\beta )}} para cada {\displaystyle \beta \in B.} Esse mapa é usado, por exemplo, na cohomologia de Čech de {\displaystyle X}.
Cada subcobertura também é um refinamento, mas o oposto nem sempre é verdadeiro. Uma subcortura é feita a partir de conjuntos que estão na cobertura, mas omitindo alguns deles; ao passo que um refinamento é feito a partir de quaisquer conjuntos que sejam subconjuntos dos conjuntos da cobertura.
A relação de refinamento é uma pré-ordem sobre o conjunto de coberturas de {\displaystyle X}.
De modo geral, um refinamento de uma determinada estrutura representa, de certa forma, uma outra estrutura que a contém. Exemplos podem ser encontrados ao se particionar um intervalo (com um refinamento de {\displaystyle a_{0}<a_{1}<\cdots <a_{n}}, sendo {\displaystyle a_{0}<b_{0}<a_{1}<a_{2}<\cdots <a_{n-1}<b_{1}<a_{n}}) e ao se analisarem topologias (com a topologia usual no espaço euclidiano sendo um refinamento da topologia trivial). Na subdivisão de complexos simpliciais (a primeira subdivisão baricêntrica de um complexo simplicial é um refinamento), a situação é ligeiramente diferente: cada simplexo no complexo mais fino é uma face de algum simplexo no complexo mais grosso, e ambos têm poliedros subjacentes iguais.

## Subcobertura
Uma maneira simples de se obter uma subcobertura é omitindo-se os conjuntos contidos em outro conjunto na cobertura. Considere especificamente as coberturas  abertas. Seja {\displaystyle {\mathcal {B}}} uma base topológica de {\displaystyle X} e {\displaystyle {\mathcal {O}}} uma cobertura aberta de {\displaystyle X}. Primeiro tome {\displaystyle {\mathcal {A}}=\{A\in {\mathcal {B}}:\exists \,U\in {\mathcal {O}}:A\subseteq U\}}, então {\displaystyle {\mathcal {A}}} é um refinamento de {\displaystyle {\mathcal {O}}}. Em seguida, para cada {\displaystyle A\in {\mathcal {A}}}, seleciona-se um {\displaystyle U_{A}\in {\mathcal {O}}} contendo {\displaystyle A} (exigindo o axioma de escolha). Então {\displaystyle {\mathcal {C}}=\{U_{A}\in {\mathcal {O}}:A\in {\mathcal {A}}\}} é uma subcobertura de {\displaystyle {\mathcal {O}}}. Conseqeentemente, a cardinalidade de uma subcobertura de uma cobertura aberta pode ser tão pequena quanto a de qualquer base topológica. Portanto, em particular, o segundo axioma de enumerabilidade implica em um espaço de Lindelöf.

## Compacidade
A noção de coberturas é frequentemente usada para definir várias propriedades topológicas relacionadas à compactação. Um espaço topológico {\displaystyle X} é dito ser
- compacto

se toda cobertura aberta tem uma subcobertura finita (ou, equivalentemente, se toda cobertura aberta tem um refinamento finito);
- de Lindelöf

se toda cobertura aberta tem uma subcobertura contável (ou, equivalentemente, se toda cobertura aberta tem um refinamento contável);
- metacompacto

se toda cobertura aberta tem um refinamento aberto ponto-finito;
- paracompacto

se toda cobertura aberta admite um refinamento aberto localmente finito.

## Dimensão de cobertura
Diz-se que um espaço topológico {\displaystyle X} possui dimensão de cobertura {\displaystyle n} se cada cobertura aberta de {\displaystyle X} tiver um refinamento aberto ponto-finito, de modo que nenhum ponto de {\displaystyle X} seja incluído em mais que {\displaystyle n+1} conjuntos no refinamento e se {\displaystyle n} for o valor mínimo para o qual isso é verdade. Se tal {\displaystyle n} mínimo não existir, o espaço é considerado de dimensão de cobertura infinita.